# 風波裡的茶杯
《風波裏的茶杯》是香港一個電台政治評論烽煙節目，於1994年至2004年10月1日在香港商業電台廣播，於2012年5月15日在香港數碼電台恢復廣播；及至2012年年底發生香港數碼廣播停播風波，節目再改於網上電台D100播出。
在商台廣播期間，一直是十大全港收聽率最高的節目之一，兩個時期的主持人均為鄭經翰及林旭華，節目監製為勞浩榮。在商台時期的節目口號是「聽市民心聲，講公道說話，挖事件真相，以全面行動揭示社會不平現象」；在數碼廣播復播後到現在於D100廣播，則使用「風波再現，還聲於民」口號。早年報幕為名主持顏聯武，顏聯武離開商台後由節目監製勞浩榮擔任報幕，而節目復播後的報幕仍為勞浩榮。
由於能迎合當時市民普遍對香港特區政府不滿的訴求，節目受到各階層的支持。如1990年代末期，曾揭發市政總署多宗醜聞，最終使署長鍾麗幗下台；2003年SARS事件期間，節目主動揭發醫療危機，並聯同富商巨賈「一人一個橙」運動，又鼓勵公眾參與七一遊行，使鄭經翰獲「十點前特首」之稱號。
節目另一個特別之處是鄭經翰不時會與林旭華頂嘴。

## 歷史
節目於1994年開始出，並取代由俞琤等人主持的《朝早呢分鐘》，最早期是在早上9時至中午12時播出，當時主要競爭節目為香港電台第一台由陳耀華主持的單向性烽煙節目《九十年代》，為了正面競爭聽眾來源，分別配合查小欣的八卦節目及財演陳永陸的股評節目開播，和迎戰港台改革《九十年代》節目（改由梁家永配搭吳明林、後改為周融主持的雙向評論節目）及新城電台同類節目《平息你的風波》（蕭若元、吳明林主持）啟播，先後在1996年及1998年提早至8點及7點半播放，而節目結束時間亦相應改為十一點及十點；而在2003年SARS事件期間，節目一度提早至7點正開播。
鄭經翰第一次“封咪”（暫停主持節目）是在1998年於商台門口被兇徒斬傷，之後鄭經翰停止主持節目達三個月。
2003年鄭經翰曾因商台續約事件而封咪，由李鵬飛暫代主持；不久鄭經翰又再度“開咪”（重返節目）。
到了2004年5月1日，鄭經翰又因一連串的恐嚇事件被迫再度封咪，由蔡東豪、梁文道、蔡子強、李鵬飛擔任主持，這事件是商台續牌風波的導火線，李鵬飛亦被捲入陳壽山事件（成綬三事件）中，而鄭經翰隨即宣佈申請放棄加拿大國籍，參與在當年九月舉行的香港立法會選舉，夥拍政團前綫秘書長陶君行合組名單角逐九龍東選區議席，並獲當區最高票當選而晉身立法會。
2004年7月商台續牌風波過後，該節目被撤換主持人，節目由勞浩榮及蔡文堅主持。
2004年10月1日於商台最後一次播放，並在10月4日開始以施南生及張楚勇主持的《在晴朗的一天出發》取代。
停播近八年後，2012年5月15日，該節目以「風波再現，還聲於民」為口號，在逢星期一至六早上7時半至10時，由鄭經翰作為創辦人的香港數碼廣播的大聲台及大家台再次播出，並曾於節目復播日的當晚凌晨1時起於大錢台重播當天的內容。
節目再次播出的首兩星期，早上9時至10時設有嘉賓專訪環節，第1集邀請前政務司司長唐英年為受訪嘉賓。其後的嘉賓專訪稱為「復仇者聯盟」，訪問了黃毓民、周融等廣播界人士。
隨著香港數碼廣播在2012年11月1日宣佈停播而再次停播。
2012年12月17日，由林旭華等牽頭成立的D100有聲台和D100香港台已於當日上午七時正正式啟播，節目再次在逢星期一至六早上8時至10時於該台播出。
2013年，本節目英文版在星期日早上10時至12時於D100播出，現已取消。
2014年4月1日起取消於星期六播放。
隨港區國安法實施，鄭經翰舉家返回加拿大定居，而不少客席主持均因政治案件而還柙、監禁、離港或停止參與政治活動，本節目已經被由李錦洪所主持的《D100新聞天地》延長並加入phone in環節所取代。

## 相關事件
- 1995年中巴15號路線中秋脫班事件

事源1995年中秋節迎月夜，大批市民前往山頂賞月，當晚因中華巴士車務調動問題，使行走山頂至中環交易廣場的15號線尾班車無故消失，最後滯留山頂的逾四百名市民，需用警方派出俗稱「豬籠車」的客貨車接載落山，翌日一名受影響市民致電本節目投訴，導致此事被揭發，最終引起掀然大波，時任運輸署署長任關佩英展開調查，最後香港總督彭定康會同行政局在翌年八月引用《公共巴士服務條例》對中巴罰款8,000元，同時揭開中巴被取消長達六十多年的港島區巴士專營權的序幕。
- 市政局議員集體認購廣安銀行股票事件

由時任市政局主席梁定邦家族創辦的廣安銀行，於1996年上市，而不少且不分黨派的時任市政局議員，遭本節目揭發，由梁定邦本人指派時任市政局議員兼東區區議會議員丁毓珠的關係，內部認購此銀行的股票，引起各界嘩然，配合當時四名區域市政局議員（包括民建聯元朗支部主席顏錦全、民建聯大埔支部主席陳平，二人均承認曾有不當行為，而否認事件的有元朗廈村鄉事委員會主席、港進聯成員鄧兆棠醫生及時任葵青區議員兼香港民主民生協進會副主席梁廣昌）在廣東番禺出席交流活動時，被記者拍攝到疑似尋花問柳的照片，使不少市民質疑兩個市政局的議員操守問題，掀起兩個市政局遭到取消的序幕。
- 李合事件

知名體育評述員鍾志光在1999年致電本節目，指其母李合在深水埗北河街及基隆街市集購物時，因遭遇市政總署小販管理隊人員指控其為無牌小販售賣雞蛋而被票控，事實上其母只是在買蛋，該小販因為「走鬼」而將整盤雞蛋交給李合，但小販管理隊不理會解釋而將其母票控，主持鄭經翰因而追查揭發相關行為，同時，無綫電視《城市追擊》節目也連日追查此事，身兼無綫藝員的鍾志光更親自到北河街向途人查問有沒有見過其母擺賣，但市政總署仍拒絕承認責任，後來鄭經翰在其主持的亞洲電視清談節目《港是港非》中，邀請到時任市政總署署長鍾麗幗當面對質，最終此事再加上香港中央圖書館設計風波兩案，使鍾麗幗下台，同時使「殺局」(即取消兩個市政局)成為事實。

## 簡介
星期一至五版本的節目會與於商台的版本相似；有所不同的是節目首半小時，前一節目《D100新聞天地》的主播李錦洪會加入作時事分析。
星期六版本的節目與同時段商台《政經星期六》和港台《星期六問責》的模式有所不同上述兩個節目為電台新聞部讓節目邀請政府官員為政府政策作宣傳，鄭經翰表明不會邀請政府官員為政府政策作宣傳：。星期六節目主持為鄭經翰和時任香港立法會議員鄭家富。

## 主持人
- 鄭經翰
- 黎則奮
- 黃國桐
- 楊岳橋
- 鄭家富
- 梁家權
- 李卓人
- 陳志全

## 外部連結
- 風波裡的茶杯於D100的重溫網頁
- 風波裡的茶杯於香港商業電台的最後一集 （页面存档备份，存于）

| 前一節目： D100新聞天地 | D100 PBS台&香港台 星期一至星期四早上8時至11時/星期五早上8時至10時 | 下一節目： 風㳘快活人(星期一至四(D100香港台))，怪獸直播室(星期五(D100香港台)) 星期一大歌(星期一(D100 PBS台))，星期二金曲 (星期二(D100 PBS台))，星期三演唱會(星期三(D100 PBS台))，星期四Concert(星期四(D100 PBS台))，三師雜會(星期五(D100 PBS台)) |